# Дипалладийгаллий
Дипалладийгаллий — бинарное неорганическое соединение, интерметаллид
палладия и галлия
с формулой GaPd2,
кристаллы.

## Получение
- Сплавление стехиометрических количеств чистых веществ:

{\displaystyle {\mathsf {2Pd+Ga\ {\xrightarrow {1310^{o}C}}\ GaPd_{2}}}}

## Физические свойства
Дипалладийгаллий образует кристаллы
ромбической сингонии,
пространственная группа P nma,
параметры ячейки a = 0,54829 нм, b = 0,40560 нм, c = 0,77863 нм, Z = 4,
структура типа силицида дикобальта Co2Si
.
Соединение конгруэнтно плавится при температуре 1310°С,
имеет большую область гомогенности: при температуре ≈1020°С 26÷36 ат.% галлия.

## Применение
- Компонент катализаторов [5].